# Толмачёва, Лилия Михайловна
Ли́лия Миха́йловна Толмачёва (6 июня 1932, Руднево, Нижне-Волжский край — 25 августа 2013, Москва) — советская и российская актриса театра и кино, режиссёр, народная артистка РСФСР (1981). Одна из актёров-организаторов Московского театра «Современник».

## Биография
Лилия Толмачёва родилась, по одним данным, в Саратове, по другим — в селе Руднево Волгоградской области, в семье учителей.
После окончания школы поступила в Школу-студию МХАТ, на курс Виктора Яковлевича Станицына. Школу-студию окончила в 1950 году. С 1952 года служила в Саратовском ТЮЗе, в 1955—1956 годах — в Театре им. Моссовета.
С 1956 года Лилия Толмачёва являлась актрисой театра «Современник». В спектакле, с которого началась история «Современника» — «Вечно живые» по пьесе В. С. Розова, сыграла одну из главных ролей — Ирину Бороздину. С первых лет существования театра Толмачёва была одной из ведущих его актрис, играла скопидомку Леночку и преуспевающую Агнию Шабину в спектаклях по пьесам Розова «В поисках радости» и «Традиционный сбор», Тамару в «Пяти вечерах» и Надю в «Старшей сестре» А. Володина, Женщину, которую Он любил в «Четвёртом» К. Симонова. Среди лучших ролей — Елизавета Александровна в «Обыкновенной истории» И. Гончарова и Милда в «Крутом маршруте» Е. Гинзбург.
С конца 1970-х Толмачёва вплотную занялась режиссурой, как и ряд других ведущих артистов театра. В 1977 году, по поручению Галины Волчек, поставила спектакль «Фантазии Фарятьева» Аллы Соколовой со Станиславом Садальским в главной роли, в 1978 — «Генриха IV» Луиджи Пиранделло, а в 1980 году, по приглашению Олега Ефремова, — «Всё кончено» Эдварда Олби во МХАТе с Марией Бабановой (спектакль был записан для телевидения).
Скончалась в Москве после продолжительной болезни ночью 25 августа 2013 года на 82-м году жизни. Похоронена 29 августа 2013 года на Ваганьковском кладбище, рядом с мужем.

## Личная жизнь
Будучи студенткой 3-го курса Школы-студии МХАТ, Лилия Толмачёва вышла замуж за Олега Ефремова. Брак оказался недолгим и уже в 1952 году распался, но дружеские отношения сохранялись до последних дней жизни Ефремова. Вторым мужем Лилии Толмачёвой стал главный редактор отдела поэзии издательства «Советский писатель» Виктор Фогельсон, брак с которым продлился около 30 лет.

## Творчество

### Роли в театре

#### Саратовский ТЮЗ
- «Ромео и Джульетта» У. Шекспира — Джульетта[4]
- «Что делать?» по роману Н. Г. Чернышевского. Режиссёр: В. З. Федосеев — Вера Павловна
- «Волынщик из Стракониц» Й. Тыла — Доротка

#### Театр имени Моссовета
- «Маскарад» М. Ю. Лермонтова — Нина
- «В тихом переулке» Мовзона — Лена

#### «Современник»
- 1956 — «Вечно живые» Виктора Розова — Ирина
- 1958 — «Продолжение легенды» А. Кузнецова — Валя
- 1958 — «Никто» Эдуардо Де Филиппо — Нинучча
- 1959 — «Пять вечеров» А. М. Володина — Тамара
- 1960 — «Голый король» Е. Л. Шварца — Дама, Фрейлина
- 1961 — «Друг детства» М. Львовского — Ирина
- 1961 — «Четвёртый» К. Симонова — Кэт, Женщина, которую он любил
- 1962 — «По московскому времени» Л. Г. Зорина — Кистякова
- 1962 — «Старшая сестра» А. М. Володина — Надя
- 1962 — «Двое на качелях» У. Гибсона — Гитель Моска
- 1964 — «Сирано де Бержерак» Э.Ростана — Роксана
- 1965 — «Всегда в продаже» по В. Аксенову — Мама Принцкер
- 1966 — «Обыкновенная история» по роману И. А. Гончарова — Елизавета Александровна
- 1967 — «Традиционный сбор» В. С. Розова — Агния Шабина
- 1967 — «Декабристы» Л. Г. Зорина — Трубецкая Екатерина Ивановна
- 1967 — «Большевики» М. Ф. Шатрова — Александра Коллонтай
- 1968 — «На дне» М. Горького — Настя
- 1972 — «С любимыми не расставайтесь" А. М. Володина — Никулина
- 1972 — «Как брат брату» Д. Рейба — Харриет
- 1973 — «Восхождение на Фудзияму» Ч. Айтматова, К. Мухаметжанова — Гульжан
- 1975 — «Эшелон» М. Рощина — Ива
- 1976 — «Вишневый сад» А. П. Чехова — Шарлотта Ивановна
- 1978 — «НЛО» В. Малягина — Люба
- 1967 — «Кабала святош» М. А. Булгакова — Мадлена Бежар
- 1986 — «Вдова Капет» Л. Фейхтвангера — Мария-Антуанетта
- 1989 — «Крутой маршрут» по повести Е. С. Гинзбург — Милда
- 1993 — «Титул» А. М. Галина — Нина Григорьевна
- 1994 — «Пигмалион» Б. Шоу — миссис Хиггинс

Фильмография

### Фильмография
- 1958 — Жизнь прошла мимо — Нина
- 1960 — Шумный день — Леночка, жена Фёдора
- 1965 — Строится мост — Валентина Александровна Перова
- 1978 — Жизнь Бетховена — Джульетта Гвиччарди
- 1979 — Следствие ведут ЗнаТоКи. Подпасок с огурцом — Муза Боборыкина

### Режиссёр
Театр «Современник»
- 1977 — А. Соколова. «Фантазии Фарятьева»
- 1978 — Л. Пиранделло. «Генрих IV»

МХАТ им. М. Горького
- 1979 — Э. Олби. «Всё кончено»

## Награды
- Заслуженная артистка РСФСР (15 июля 1968 года)
- Народная артистка РСФСР (11 марта 1981 года)
- Орден «Знак Почёта»
- Орден Дружбы (15 апреля 1996 года) — за большие заслуги в области театрального искусства[11].
- Медаль «В память 850-летия Москвы» (1997 год)
- Орден Почёта (14 апреля 2006 года) — за большой вклад в развитие театрального искусства и достигнутые творческие успехи[12].
- Орден «За заслуги перед Отечеством» IV степени (9 июня 2012 года) — за большой вклад в развитие отечественного театрального искусства и многолетнюю творческую деятельность[13].